# Agulo
Agulo é um município da Espanha na província de Santa Cruz de Tenerife, comunidade autónoma das Canárias. Tem 25,4 km² de área e em 2021 tinha 1 099 habitantes (densidade: 43,3 hab./km²).

## Demografia
| Variação demográfica do município entre 1991 e 2004 | Variação demográfica do município entre 1991 e 2004 | Variação demográfica do município entre 1991 e 2004 | Variação demográfica do município entre 1991 e 2004 |
| --------------------------------------------------- | --------------------------------------------------- | --------------------------------------------------- | --------------------------------------------------- |
| 1991                                                | 1996                                                | 2001                                                | 2004                                                |
| 1157                                                | 1127                                                | 1221                                                |                                                     |